# Odyssé
|  | Denne artikel er oprettet af botten PalnaBot ud fra en ekstern database. Den kan derfor have sproglige fejl eller mangler. Denne skabelon kan fjernes efter kontrol af indholdet. |

Odyssé er en film instrueret af Terje Dragseth efter manuskript af Terje Dragseth.

## Handling
I 10 år var Odysseus i krig mod trojanerne, og i yderligere 10 år var han på havet. Han havde sære og vidunderlige oplevelser og kæmpede mod alskens modgang. Mens hustruen Penelope og sønnen Telemakos ventede. Med Homers heltedigt og havets skumsprøjt som metaforer gennemleves en veritabel odyssé gennem det københavnske værtshusmiljø: Jaguaren, Eiffel Bar, Bamses Kro, Cafe Malmø, Cafe Sommerlyst, Cafe Tullin, Jernbanecafeen, Tolbod Bodega, Cafe Dan Turell, Bo-Bi Bar, Tunesia, Hyttefadet og Andy's Bar. Døgnets puls indfanges flimrende. Billardborde, bøsser, brudstykker af samtaler, pianører, fællessang og forsangere, dans, spisning, raflebægere og øloplukkere, ludere, snaps og smøger, tatoveringer, kys og kæl, pornofilm og øl, øl. Og øl. Dan Turell læser sit digt »På mit gamle stamværtshus«, og F.P. Jac fremsiger sit syn på »Toldbod Bodega« på denne farefulde færd mod hjemmet, hustruen og sønnen.